# 鱷梨高地 (加利福尼亞州)
鱷梨高地（英語：Avocado Heights）是位於美國加利福尼亞州洛杉磯縣的一個人口普查指定地區。

## 地理
鱷梨高地的座標為34°02′19″N 118°00′16″W / 34.03861°N 118.00444°W，而該地最高點為海拔高度103米（即338英尺）。

## 人口
根據2010年美國人口普查的數據，鱷梨高地的面積為7.36平方千米，當中陸地面積為7.01平方千米，而水域面積為0.35平方千米。當地共有人口15411人，而人口密度為每平方千米2,093人。